# Nikole Mitchell
Nikole Mitchell (ur. 5 czerwca 1974) – jamajska lekkoatletka, sprinterka, medalistka Igrzysk olimpijskich i mistrzostw świata.

## Sukcesy
- srebrny medal podczas Mistrzostw Świata Juniorów w Lekkoatletyce (Bieg na 100 m Płowdiw 1990)
- złoto na Mistrzostwach Świata Juniorów w Lekkoatletyce (Sztafeta 4 x 100 m Płowdiw 1990)
- złoto Mistrzostw Świata Juniorów w Lekkoatletyce (Bieg na 100 m Seul 1992)
- złoty medal Mistrzostw Świata Juniorów w Lekkoatletyce (Sztafeta 4 x 100 m Seul 1992)
- 7. miejsce na Mistrzostwach Świata w Lekkoatletyce (Bieg na 100 m Stuttgart 1993)
- brązowy medal Mistrzostw Świata w Lekkoatletyce (Sztafeta 4 x 100 m Stuttgart 1993)
- brąz podczas Igrzysk olimpijskich (Sztafeta 4 x 100 m Atlanta 1996)

## Rekordy życiowe
- Bieg na 100 m – 11.18 (1993)